# مینو خالقی
مینو خالقی (زادهٔ ۱۳۶۴ اصفهان) حقوق‌دان، سیاستمدار و فعال اجتماعی ایرانی و فعال در حوزه دیپلماسی عمومی است.
وی طی سالهای ۹۶ تا ۹۹ مشاور معاونت اقتصادی وزارت کشور و مسئول سند توسعه بلوچستان در این وزارت بود.
وی دانش‌آموخته کارشناسی ارشد حقوق ارتباطات از دانشگاه علامه‌طباطبائی و دکتری حقوق عمومی از دانشگاه آزاد اسلامی است. خالقی نامزد منتخبِ اصفهان در انتخابات دورهٔ دهم مجلس شورای اسلامی بود، که پس از انتخابات، از سوی شورای نگهبان آرایَ وی باطل اعلام گردید. و در نهایت از نمایندگی در دوره دهم مجلس شورای اسلامی، بازماند. وی برادرزاده ناصر خالقی (وزیر کار و امور اجتماعی در دولت هشتم) می‌باشد. و پدر وی رحمت‌الله خالقی استاد بازنشسته دانشگاه اصفهان است.

## پیش‌زمینه

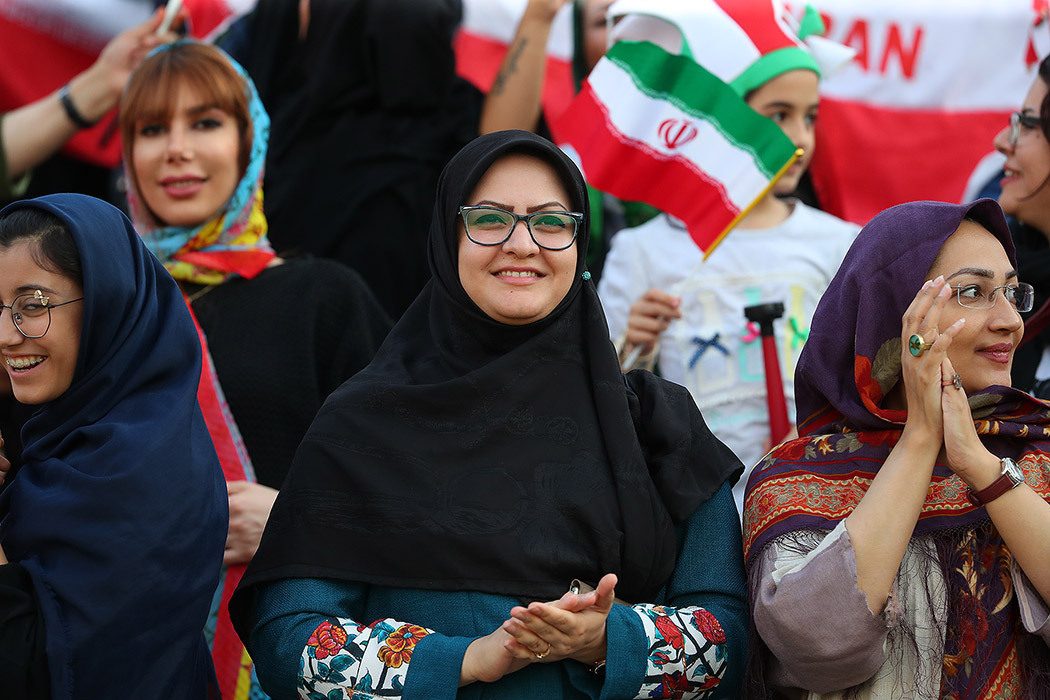
مینو خالقی در میان تماشاگران بازی تیم ملی فوتبال ایران و کامبوج در سال ۱۳۹۸

مینو خالقی در سال ۱۳۶۴ در اصفهان زاده شد. او از خانواده شناخته‌شده‌ای بود و عمویش –ناصر خالقی– وزیر کار و امور اجتماعی در کابینه محمد خاتمی و نماینده مردم اصفهان و ورزنه در مجلس ششم بود. او فارغ‌التحصیل دانشگاه اصفهان، دانشگاه علامه طباطبائی و دانشگاه آزاد اسلامی واحد علوم و تحقیقات اصفهان است. زمینه‌های تخصصی وی شامل حقوق عمومی و ارتباطات است. وی روزنامه‌نگار در رسانه‌های محلی و فعال در سازمان‌های غیردولتی محلی با محوریت حقوق زنان و محیط زیست‌گرایی بوده‌است. خالقی همچنین عضو کمیته محیط زیست، منابع طبیعی و تغییرات اقلیمی در اتاق بازرگانی، صنایع، معادن و کشاورزی اصفهان است.

## انتخابات مجلس دهم
مینو خالقی از سوی کارگروه استان‌های شورای عالی سیاست گذاری انتخاباتی اصلاح طلبان، در فهرست نهایی نامزدان ائتلاف فراگیر اصلاح طلبان: گام دوم برای انتخابات دوره دهم مجلس شورای اسلامی قرار گرفت و با کسب ۱۹۳٬۳۹۹ رأی از مجموع ۶۷۱٬۴۷۱ رأی مأخوذه شهر اصفهان به عنوان نماینده منتخب اعلام شد.

### ابطال آرا توسط شورای نگهبان
در آخرین روز اسفند ۱۳۹۴ شورای نگهبان با ارسال نامه‌ای به استانداری اصفهان، از ابطال آرای مینو خالقی، پس از انتخاب شدن توسط مردم خبر داد. خالقی نیز طی بیانیه‌ای خواهان برخورد مسئولان با شایعات ایجاد شده و بازی با آبروی افراد شد.
بر اساس اعلام وزارت کشور، در رابطه با ابطال آرای خالقی و نحوه جایگزینی نماینده بعدی، بین این نهاد و شورای نگهبان اختلاف نظر وجود داشته و بحث‌ها در این رابطه ادامه یافت. محمدحسین مقیمی، معاونت سیاسی وزارت کشور و رئیس ستاد انتخابات کشور، هفتم اسفند ۱۳۹۴ تصمیم‌گیری در خصوص صلاحیت یا عدم صلاحیت وی در حال حاضر که انتخابات پایان یافته‌است را مربوط به مجلس شورای اسلامی و با سازوکار تأیید یا عدم تأیید اعتبار نامه وی از سوی نمایندگان مجلس می‌دانست؛ محمدباقر نوبخت، سخنگوی دولت نیز در مصاحبهٔ مطبوعاتی خود در ۱۳۹۵/۱/۱۷ در سخنی مشابه تأیید صلاحیت مینو خالقی را در حوزهٔ مسئولیت مجلس شورای اسلامی با سازوکار تأیید یا عدم تأیید اعتبار نامه وی بیان کرد که موضع رسمی دولت حسن روحانی در این مورد بود. شورای نگهبان دلیل رد صلاحیت او را تاکنون اعلام نکرده‌است. اما سیامک ره پیک، سخنگوی هیئت مرکزی نظارت بر انتخابات اعلام داشته که دلایل ابطال آرای خانم مینو خالقی به شخص وی اعلام شده‌است.
۱۸ فروردین ۱۳۹۵، محمدحسین مقیمی، رئیس ستاد انتخابات کشور اعلام کرد که آرای منتخب سوم اصفهان ابطال نشده‌است، بلکه با استناد به نامه ارسالی از شورای نگهبان به وزارت کشور، انتخابات نفر سوم منتخب شهرستان اصفهان ابطال شده‌است. وی از ارسال دو نامه مجزای منتخب سوم به شورای نگهبان و رئیس‌جمهور خبر داد و افزود:
رونوشت این دو نامه در اختیار وزارت کشور قرار گرفته و شخص وزیر کشور با استناد حقوقی به تبصره ۳ ماده ۵۲ قانون انتخابات، نظر خود را در قالب یک نامه به شورای نگهبان ارسال کرده‌است. ما هیچ تصمیمی برای اظهارنظر درخصوص انتخابات اصفهان و نفر احتمالی جایگزین تا پیش از اعلام رسمی مواضع شورای نگهبان در قبال نامه ارسال شده نداریم و منتظر نظر شورای نگهبان خواهیم ماند. زمانی که موعد قانونی شورای نگهبان برای تأیید یا رد صلاحیت کاندیداها یا منتخبان می‌گذرد و در عین حال مدارکی قابل استناد علیه شخص یا اشخاصی از منتخبان آشکار می‌شود، این مدارک باید براساس قانون به مجلس شورای اسلامی فرستاده شود و همه ۲۹۰ منتخب مجلس جدید بار دیگر صلاحیت منتخبان را احراز کنند. وضعیت نهایی نماینده پنجم اصفهان در جلسه هفته آینده شورای نگهبان مشخص می‌شود.
او در عین حال اختلاف نظر شورای نگهبان و وزارت کشور را دربارهٔ مینو خالقی اختلاف نظری مهم و اساسی دانست.
در ۲۱ فروردین ۱۳۹۵، حسینعلی امیری، قائم مقام وزارت کشور اعلام کرد که علی‌رغم مخالفت وزارت کشور، شورای نگهبان بر رد صلاحیت و ابطال آرای مینو خالقی اصرار دارد و از نظر وزارت کشور علیرضا آجدانی، نفر ششم اصفهان که او نیز از فهرست امید است، جایگزین مینو خالقی خواهد شد. خبری که روز بعد از سوی هیئت نظارت انتخابات اصفهان تکذیب شد و رئیس این هیئت مدعی شد انتخاب نفر پنجم باید به میان دوره‌ای برود.

### واکنش نمایندگان
پس از ابطال آرای مینو خالقی، چند تن از منتخبان مجلس دهم، ضمن مخالفت صریح با این اقدام شورای نگهبان، عبدالرضا رحمانی فضلی، وزیر کشور را به استیضاح در صورت عدم صدور اعتبارنامه مینو خالقی تهدید کردند. در رأس آن‌ها علی مطهری، منتخب دوم تهران قرار داشت:
- علی مطهری، نماینده مجلس نهم و منتخب دوم تهران ضمن تهدید عبدالرضا رحمانی فضلی به استیضاح در صورت عدم صدور اعتبارنامه خالقی اعلام کرد: «بر اساس آئین‌نامه مجلس شورای اسلامی در صورتی که مدارکی در خصوص رد صلاحیت شدن یک نماینده مجلس پس از انتخاب شدن از سوی مردم پیدا شود باید این مسئله در مجلس شورای اسلامی مورد بررسی قرار بگیرد. استیضاح وزیر کشور به دلیل تبدیل نشدن این مسئله خلاف، به یک رویه ثابت صورت می‌گیرد. در صورتی که این مسئله به یک رویه تبدیل شود به روزی می‌رسیم که رئیس‌جمهوری را به همین بهانه رد صلاحیت کنند.»[۱۵]
- محمدرضا عارف، منتخب اول تهران در ۳ اردیبهشت ۱۳۹۵ با اشاره به ابطال آرای مینو خالقی اعلام کرد: «بنای ما بر این است که فعالیت‌ها در این موضوع رسانه‌ای نشود اما به‌صورت حقوقی آن را دنبال می‌کنیم، در قانون با صراحت آمده که اگر پس از انتخابات و تأیید آن سندی پیدا شد در زمان تأیید اعتبارنامه باید بررسی شود، کاش این مسئله هم به صورتی حل می‌شد و مطرح نمی‌شد که شورای نگهبان در چارچوب آئین‌نامه کار نمی‌کند.»[۱۶]
- محمود صادقی، حقوقدان و یکی دیگر از منتخبان تهران نیز در ۱۲ فروردین ۱۳۹۵ به ایرادها بر نظر شورای نگهبان در این شرایط اشاره و خاطرنشان کرد که یکی از ایرادها این است که ما یا ابطال رأی داریم که کل رأی مأخوذه باید ابطال می‌شود، یا ابطال صندوق داریم که کل صندوق ابطال می‌شود یا ابطال کل آرای یک حوزه انتخابیه است. از این سه حالت خارج نیست، اما بر اساس هیچ ماده قانونی نمی‌توان از یک برگه که پنج رأی در آن نوشته شده، رأی یک نفر را ابطال کرد زیرا امکان‌پذیر نیست. او همچنین یادآور شد که از جهات مختلف تصمیمی که به صورت غیررسمی شنیده شده اشکال دارد و باید مبنای این ابطال مشخص شود. اگر رد صلاحیت باشد، که موعد رد صلاحیت گذشته و باید موضوع تأیید اعتبارنامه‌ها به خود مجلس موکول شود. اگر بپذیریم شورای نگهبان می‌تواند صلاحیت را در این مرحله رد کند، پس ابطال آرا با صورت جزئی دارای مشکل است. حالا با فرض ابطال آرا به این صورت در نهایت این است که افراد بعدی باید به مرحله دوم بروند که در اینصورت برگزاری انتخابات میان دوره‌ای اساساً جایگاه قانونی ندارد.[۱۷]
- غلامعلی جعفرزاده ایمن‌آبادی، نماینده مجلس نهم و منتخب اول رشت در ۳ اردیبهشت ۱۳۹۵ نیز ضمن انتقاد از گشت ارشاد نامحسوس و عدم صدور اعتبارنامه مینو خالقی گفت: «الان شصت کرسی برای مجلس باقی مانده‌است. باید به هر شکلی شده مردم را از دولت ناامید کنند. در این وضعیت وزارت کشور باید ورود کند تا در انتخابات مرحله دوم چنین مسائلی بر روی مردم اثر گذار نباشد. در صورتی که وزیر کشور در این رابطه ابراز بی‌اطلاعی کند یا بگوید من کاره‌ای نیستم همان بهتر که در آن وزارت خانه را با چنین وزیری ببندیم. در همین رابطه در صورتی که در مرحله بعدی وزارت کشور درخصوص پرونده منتخب مردم اصفهان اظهار نظر نکند و موضوع را به بررسی اعتبار نامه‌ها موکول نکند وی را استیضاح خواهیم کرد. اگر وزیر کشور در مورد پرونده مینو خالقی و پلیس نامحسوس اخلاقی کوتاهی کند و تنها نقش تماشاگر را بازی کند عاقبت خوبی برای آقای رحمانی فضلی پیش‌بینی نمی‌کنم.»[۱۸]

### پیشنهاد وزارت کشور
در ۷ اردیبهشت ۱۳۹۵، عبدالرضا رحمانی فضلی، وزیر کشور در برنامه نگاه یک شبکه اول صدا و سیما، در پاسخ به سؤال دربارهٔ ابطال رأی مینو خالقی از سوی شورای نگهبان گفت: «داشتن مجوز قانونی برای رد صلاحیت یکی از مسائلی است که از سوی شورای نگهبان مطرح بوده، لذا شورا بر این اساس آرای مینو خالقی را ابطال کرده‌است که از لحاظ قانونی این امر امکانپذیر نیست، زیرا وقتی که انتخابات یک استان تأیید می‌شود نمی‌توانیم رای یک نفر را تأیید نشده بدانیم از این رو وزارت کشور معتقد است اعتبارنامه مینو خالقی باید به مجلس ارائه و در آنجا دربارهٔ صلاحیت این فرد تصمیم گرفته شود.»
وی تأکید کرد: «البته در این بین برخی از نمایندگان مجلس شورای اسلامی نیز معتقد هستند که وزارت کشور باید بدون کسب اطلاع از شورای نگهبان اعتبار نامه مینو خالقی را به مجلس شورای اسلامی ارسال کند اما طبق قانون وزیر کشور تنها زمانی می‌تواند اعتبار نامه یک نامزد را به مجلس ارسال کند که شورای نگهبان آن را تأیید کند از این رو وزارت کشور هیچ راه قانونی را برای ارسال اعتبار نامه به مجلس ندارد. تنها راه حل ممکن دربارهٔ مینو خالقی این است که مجلس استفساریه بدهد که نظر شورای نگهبان درست است یا نظر وزارت کشور، تا موضوع حل شود. اگر مجلس طرح استفساریه را دربارهٔ این فرد ارائه ندهد بر اساس نظر شورای نگهبان مینو خالقی نمی‌تواند وارد مجلس شود.»

### درخواست رئیس‌جمهور
در ۹ اردیبهشت ۱۳۹۵، حسن روحانی، در همایش شوراها، با استناد به قانون اساسی، اعلام کرد: «بر اساس قانون اساسی هر نماینده‌ای که از هر حوزه انتخابیه انتخاب می‌شود، پس از رای آوردن، اعتبارنامه آن باید در مجلس شورای اسلامی بررسی شود و هیچ نهاد دیگری نمی‌تواند در فاصله رای آوردن منتخب تا صدور اعتبارنامه وی در مجلس در آن مداخله کند».

### نامه علی مطهری
در ۱۰ اردیبهشت ۱۳۹۵، علی مطهری در نامه‌ای ضمن تشکر از مواضع رئیس‌جمهور دربارهٔ صدور اعتبارنامه خالقی نوشت: «گرچه این اظهارنظر شما گام بلندی است در دفاع از حقوق ملت و آرای مردم، ولی برای به سرانجام رساندن تلاش‌ها جهت جلوگیری از یک بدعت و یک رویه غلط یعنی حذف یک منتخب پس از انجام یک انتخابات سالم، لازم است به وزارت کشور دستور فرمایید که اعتبارنامه خانم مینو خالقی را صادر و به مجلس ارسال کند. این اقدام در گذشته نیز سابقه دارد. در انتخابات دوره سوم مجلس شورای اسلامی، اعتبارنامه منتخب مردم نیشابور پس از یک انتخابات سالم از سوی هیئت نظارت امضا نشد. وزیر کشور وقت که این اقدام شورای نگهبان را خلاف بیّن و آشکار قانون می‌دانست اعتبارنامه وی را صادر و به مجلس فرستاد. مجلس نیز اعتبارنامه او را تصویب کرد و وی چهار سال نماینده بود. امام خمینی نیز این اقدام را تلقی به قبول کردند.» او همچنین موضوع را واضح تر ازین دانست که به استفساریه مجلس نیاز داشته باشد و اظهارات وزیر کشور را در این موضوع، فرار از استیضاح عنوان کرد.

### هیئت عالی حل اختلاف قوا
این موضوع توسط سید علی خامنه‌ای رهبر ایران به هیئت عالی حل اختلاف قوا ارجاع داده شد که این هیئت نظر شورای نگهبان را تأیید نمود. در ۱۸ اردیبهشت ۱۳۹۵ و همزمان با آغاز به کار همایش فراکسیون امید و حضور مینو خالقی در جمع منتخبان این فراکسیون، علی مطهری، منتخب دوم تهران اعلام کرد که موضوع صلاحیت مینو خالقی منتخب مردم اصفهان در مجلس دهم به هیئت عالی حل اختلاف قوا ارجاع داده شده‌است و راه استفسار قانون نیز در این زمینه وجود دارد و می‌توان به‌طور موازی هر دو راه را رفت. وی اضافه کرد: «البته نظر هیئت حل اختلاف قوا مشورتی است و قاطع نیست.»
مطهری در پاسخ به این سؤال که اگر نظر آن‌ها به نفع شورای نگهبان باشد، باز هم استیضاح وزیر کشور را دنبال می‌کنید گفت: «باید ببینیم این موضوع به کجا می‌رسد. راه استفسار قانون نیز وجود دارد و می‌توان به‌طور موازی هر دو راه را دنبال کرد. امکان طرح استفساریه در این زمینه در این مجلس وجود دارد.»
در ۱۱ خرداد ۱۳۹۵، محمدجواد فتحی، نماینده تهران در مجلس دهم اعلام کرد که پس از پیگیری موضوع توسط علی لاریجانی رئیس مجلس از طریق سید علی خامنه‌ای، رهبر ایران تصمیم هیئت عالی حل اختلاف قوا در تأیید نظر شورای نگهبان در این خصوص را به مجلس ابلاغ کرده‌است که فتحی آن را فصل‌الخطاب و بسته شدن پرونده خالقی دانسته و اعلام کرد طبق نظر شورای نگهبان انتخاب نفر پنجم اصفهان در انتخابات میاندوره‌ای تعیین می‌شود. بدین ترتیب پس از چند ماه اختلاف نظر و تلاش عده‌ای از نمایندگان برای ورود خالقی به مجلس، وی با وجود کسب نزدیک به دویست هزار رأی از مردم اصفهان از حضور در مجلس دهم بازماند. در انتخابات میان دوره‌ای که همزمان با انتخابات ریاست جمهوری در اردیبهشت ۱۳۹۶ برگزار شد، حسن کامران اصولگرا که تلاش بسیاری در رد صلاحیت خالقی نموده بود، به عنوان نمایندهٔ این کرسی انتخاب شد.
در آبان ماه ۹۶ (دو سال پس از انتخابات)، حامد طالبی، خبرنگار خبرگزاری فارس و مسئول کانال خبری فارس پلاس، برای ظلمی که در حق مینو خالقی روا داشته بود، از وی طلب حلالیت کرد.
در آذر ۹۷ عباسعلی کدخدایی، سخنگوی شورای نگهبان تأیید کرد که مینو خالقی فقط به دلیل اینکه تصویری از دست دادن او با مردان وجود داشت، رد صلاحیت شد.